# Ilburnia phyllostegiae
Ilburnia phyllostegiae är en insektsart som först beskrevs av Frederick Arthur Godfrey Muir 1918.  Ilburnia phyllostegiae ingår i släktet Ilburnia och familjen sporrstritar. Inga underarter finns listade i Catalogue of Life.